# Enrique de Sena Marcos
Enrique de Sena Marcos (Guijuelo, España, 10 de septiembre de 1921-Santa Marta de Tormes, España, 27 de agosto de 1998) fue un periodista y escritor español. Desatacó como redactor jefe de La Gaceta Regional y director de El Adelanto y Hoja del Lunes, además de sus estudios sobre la historia del siglo XIX de Salamanca.

## Primeros años
Fue hijo de Carlos de Sena González y Rosario Marcos Sánchez, ambos maestros nacionales. Sus hermanos se llamaban Carlos y Rosario. En 1931 la familia se mudó a Madrid, donde ingresó en el Instituto Nacional de Enseñanza Cardenal Cisneros. Para regresar mientras finalizaba el bachillerato. La enseñanza media la llevó a cabo entre 1932 y 1936 en el Instituto de Segunda Enseñanza Calderón de la Barca. Allí tuvo como profesores a Salvador Velayos, Rafael Lapesa, Antonio Machado y Hernández Leza, entre otros.

## Obra como periodista
Trabajaba en la prensa salmantina desde 1936. Fue redactor-jefe de La Gaceta Regional (1955-1970), y en 1970 se le encargó dirigir El Adelanto.
En el periodo de dirección de Enrique de Sena el diario representó una tendencia más o menos disimulada hacia el aperturismo y posteriormente, tras la muerte de Franco, abiertamente favorable a la izquierda. Hay que recordar que El Adelanto era el único competidor de La Gaceta, diario éste integrado en la Prensa del Movimiento. Dirigió el periódico hasta 1981, aunque después siempre siguió publicando colaboraciones.

## Obra como escritor y últimos años
Autor de más de una docena de libros. En 1999 se publicó una recopilación de sus últimos escritos bajo el título Mi último año. Durante la etapa de la Transición participó en varias iniciativas de la izquierda local, junto a personas como Francisco Tomás y Valiente. Falleció a los 76 años a causa de un cáncer.

## Obras publicadas
Publicó las siguientes obras:
Artículos de revistas
- de Sena, Enrique (1985). «Notas para una historia del ferrocarril en Salamanca». Salamanca: revista de estudios (Salamanca, España: Diputación de Salamanca) (15): 9-24. ISSN 0212-7105.
- de Sena, Enrique (1994). «Francisco Núñez Izquierdo y el comercio salmantino de finales del s. XIX». Salamanca: revista de estudios (Salamanca, España: Diputación de Salamanca) (33-34): 305-320. ISSN 0212-7105.

Colaboraciones en obras colectivas
- de Sena, Enrique (1997). «Guerra, censura y urbanismo: recuerdos de un periodista».  En Martín Rodríguez, José Luis, ed. Siglo XX. Historia de Salamanca. vol. V. Salamanca, España: Centro de Estudios Salmantinos. pp. 325-394. ISBN 9788486820213. OCLC 432466453.
- de Sena, Enrique (1998). «Salamanca y Don Miguel». El tiempo de Miguel de Unamuno y Salamanca. Serie Unamuno. vol. 21. Salamanca, España: Universidad de Salamanca. pp. 18-55. ISBN 9788478000340. OCLC 433005143.